# Daniel Gonçalves
Daniel Rosendo Alves Gonçalves (Albufeira, Portugal; 30 de diciembre de 1982), más conocido como Daniel Gonçalves, es un entrenador de fútbol portugués y hasta final de 2013 hay trabajado en el Gabinete de Observación de Sporting Clube de Portugal. En la actualidad es entrenador auxiliar en Real Cartagena de Colombia

## Carrera
Desde muy temprano el fútbol hice parte de su vida, empezando su práctica en las escuelas de Futebol Clube de Ferreiras a los 10 años de edad.
Daniel estuve en su primer club a lo largo de su formación, donde ganó el título de campeón de distrito de júniors. En los tres años siguientes se quedó en esto mismo club jugando como atleta no profesional.
Siguió jugando fútbol mientras estudiaba y en 2003 ingresó en la Escola Superior de Desporto de Rio Maior empezando su graduación en Ciencias del Deporte - Entrenamiento Deportivo en Fútbol donde hay obtenido 19 puntos (en una escala de 0-20) en su proyecto final.
Después de poco tiempo como entrenador auxiliar (con Pedro Moreira) en Sporting Clube Farense, hizo sus prácticas en escuelas de Sport Lisboa e Benfica coordinado por Fonte Santana. En los años siguientes pasó a las escuelas de Sporting Clube de Portugal donde era entrenador auxiliar desde 2006 a 2009. En las temporadas de 2009/2010 y 2010/2011 pasó a entrenador principal.
En estos años de Sporting fue también responsable por lo Scouting de jugadores.
En la temporada de 2011/2012 empezó su trabajo en la estructura profesional de Sporting Clube de Portugal en la calidad de Observador y Analista de juego. Se quedó en este departamento hasta diciembre de 2013 donde trabajó directamente con los entrenadores del equipo profesional de Sporting Clube de Portugal: Domingos Paciência, Ricardo Sá Pinto, Jorge Castelo, Oceano da Cruz, Frank Vercauteren, Rui Sampaio, Jesualdo Ferreira, José Domínguez y Leonardo Jardim. En su trabajo hizo también observaciones específicas para el entrenador de porteros de Sporting, Nelson Pereira.
En final de 2013 fue invitado por José Domínguez para hacer parte de su equipo técnico en Real Cartagena donde es entrenador auxiliar.

### Experiencia como jugador
- 1992-2000 - Equipos jóvenes de Futebol Clube de Ferreiras, en lo Campeonato de Distrito de Asociación de Fútbol de Algarve (1.ª División);
- 2001-2003 - Equipo principal de Futebol Clube de Ferreiras, en lo Campeonato de Distrito de Asociación de Fútbol de Algarve (1.ª División);
- 2009-2010 - Equipo principal de Real Clube Lumiar, en lo Campeonato de Distrito de Asociación de Fútbol de Lisboa (2.ª División);
- 2010/2011 - Equipo principal de G.D.C Reguengo, en lo Campeonato de Distrito de Asociación de Fútbol de Lisboa (2.ª División);

### Estudios
- 2003-2007 - Graduación en Ciencias del Deporte - Entrenamiento Deportivo en Fútbol en lo Instituto Politécnico de Santarém – Escola Superior de Desporto de Rio Maior (15 puntos sobre 20)

- 2004 - Curso de Entrenador nivel 1 de la Federación Portuguesa de Fútbol por la Asociación de Fútbol de Santarém (15 puntos sobre 20)

- 2010 - Curso de Entrenador UEFA B por la Asociación de Fútbol de Lisboa / Federación Portuguesa de Fútbol (15 puntos sobre 20)

- 2011-2013 - Estudiante del Master en Entrenamiento de Treino de Alto-Rendimiento por la Universidade Lusófona de Humanidades e Tecnologías.

### Prácticas como profesor
- 2011 - Entrenador invitado no Soccer Camp realizado en New York Soccer por lo Inside Soccer Company.
- 2011 - Entrenador invitado en Campamento de vacaciones en la Academia Sporting Puma - Alcochete.
- 2010 - Entrenador invitado en Soccer Camp realizado en la Academia de Oakville Soccer Club (Toronto - Canadá) por lo Inside Soccer Company.
- 2010 - Entrenador invitado en Campamento de vacaciones en la Academia Sporting Puma - Alcochete.
- 2017 - Compartió una charla con nuestro Club Deportivo El Remate, en El Remate, Flores Peten

### Congresos y seminarios
- GONÇALVES, Daniel; “Aprende a jugar desde atrás hasta delante”; Convención Inside Soccer, New York, USA, 26 de junio - 10 de julio de 2011.
- GONÇALVES, Daniel; “Movimentación de los mediocampistas mientras la pelota estay en el área”; Convención Inside Soccer, New York, USA, 26 de junio - 10 de julio de 2011.
- GONÇALVES, Daniel; “La comprensión de la relación entre la Escola Superior de Desporto de Rio Maior y Sporting Clube de Portugal”; Seminarios FUTESDRM, Rio Maior, Portugal, 26 de mayo - 7 de junio de 2010.
- GONÇALVES, Daniel; “La Organización Defensiva de los Entrenadores de la Liga Profesional”; IV Jornadas Técnico-Científicas de Futebol da Escola Superior de Desporto de Rio Maior “Ser Entrenador”, Rio Maior, Portugal, 4 de octubre de 2008.
- GONÇALVES, Daniel; “Organización Defensiva - una combinación de conocimientos profesionales”; 13th Annual Congress of the European College of Sport Science, Estoril, Portugal, 9-12 de julio de 2008.
- GONÇALVES, D.; Costa, J.; Santos, A. & Sequeira, P. (2008). “La Organización Defensiva en Fútbol - una combinación de conocimientos de Fútbol Profesional”; Sumarios de 13º Congreso de European College of Sport Science. Estoril, Portugal, 9-12 de julio de 2008.

## Títulos
- 1.er lugar en el Torneo Mundial de la Juventud "Mundialito" 2011 - Algarve, Portugal (Torneo Internacional)
- 1.er lugar en la Guimarães Cup 2011
- 1.er lugar en lo Torneo União de Tomar - 2010/2011.
- 1.er lugar en lo Torneo de Natal Playhouse - Pinhal Novo - 2010/2011.
- 1.er lugar en lo Torneo 25 Abril Pré-Escolas AD Bobadelense - Lisboa 2010/2011.
- 2.º puesto en lo Torneio Minifoot - Algarve - 2010/2011.
- 1.er lugar en lo Torneo Os Geraldinos - Évora - 2009/2010.
- 1.er lugar en lo Torneo Hesperange - Madrid (Torneo Internacional) 2007/2008.
- 1.er lugar en lo Torneo Fut Juv ADC / EDP - 2007/2008.
- 1.er lugar en lo Torneo Alberto Valente Cup - Pinhal Novo - 2007/2008.

## Resultados
- Semifinal de la UEFA Champions League como técnico de observación y análisis en la temporada 2011/2012.
- Finalista en la Taça de Portugal como técnico de observación y análisis en la temporada 2011/2012.